# Coupe de Russie 2002
Navigation
Édition précédente Édition suivante
La Coupe de Russie est une compétition internationale de patinage artistique qui se déroule en Russie au cours de l'automne. Elle accueille des patineurs amateurs de niveau senior dans quatre catégories: simple messieurs, simple dames, couple artistique et danse sur glace.
La septième Coupe de Russie est organisée du 22 au 24 novembre 2002 à la petite arène sportive Loujniki de Moscou. Elle est la cinquième compétition du Grand Prix ISU senior de la saison 2002/2003.

## Résultats

### Messieurs
| Rang    | Nom                 | Pays           | Points | Prog. court | Prog. libre |
| ------- | ------------------- | -------------- | ------ | ----------- | ----------- |
| 1       | Evgeni Plushenko    | Russie         | 1.5    | 1           | 1           |
| 2       | Li Chengjiang       | Chine          | 3.0    | 2           | 2           |
| 3       | Aleksandr Abt       | Russie         | 4.5    | 3           | 3           |
| 4       | Andrejs Vlascenko   | Allemagne      | 7.0    | 6           | 4           |
| 5       | Matthew Savoie      | États-Unis     | 7.5    | 5           | 5           |
| 6       | Stanislav Timchenko | Russie         | 9.5    | 7           | 6           |
| 7       | Frédéric Dambier    | France         | 10.0   | 4           | 8           |
| 8       | Kensuke Nakaniwa    | Japon          | 11.0   | 8           | 7           |
| 9       | Jayson Dénommée     | Canada         | 13.5   | 9           | 9           |
| 10      | Hristo Turlakov     | Bulgarie       | 15.5   | 11          | 10          |
| 11      | Trifun Živanović    | RF Yougoslavie | 16.0   | 10          | 11          |
| Forfait | Johnny Weir         | États-Unis     |        |             |             |

### Dames
| Rang    | Nom                   | Pays       | Points | Prog. court | Prog. libre |
| ------- | --------------------- | ---------- | ------ | ----------- | ----------- |
| 1       | Viktoria Volchkova    | Russie     | 2.5    | 3           | 1           |
| 2       | Sasha Cohen           | États-Unis | 3.0    | 2           | 2           |
| 3       | Irina Sloutskaïa      | Russie     | 3.5    | 1           | 3           |
| 4       | Elina Kettunen        | Finlande   | 7.0    | 4           | 5           |
| 5       | Shizuka Arakawa       | Japon      | 7.5    | 7           | 4           |
| 6       | Ludmila Nelidina      | Russie     | 9.0    | 6           | 6           |
| 7       | Galina Maniachenko    | Ukraine    | 10.5   | 5           | 8           |
| 8       | Sabina Wojtala        | Pologne    | 11.5   | 9           | 7           |
| 9       | Diána Póth            | Hongrie    | 14.0   | 10          | 9           |
| 10      | Susanne Stadlmueller  | Allemagne  | 15.0   | 8           | 11          |
| 11      | Nicole Watt           | Canada     | 15.5   | 11          | 10          |
| Forfait | Ann Patrice McDonough | États-Unis |        |             |             |

### Couples
| Rang | Nom                                   | Pays       | Points | Prog. court | Prog. libre |
| ---- | ------------------------------------- | ---------- | ------ | ----------- | ----------- |
| 1    | Shen Xue / Zhao Hongbo                | Chine      | 1.5    | 1           | 1           |
| 2    | Maria Petrova / Aleksey Tikhonov      | Russie     | 3.0    | 2           | 2           |
| 3    | Julia Obertas / Alexei Sokolov        | Russie     | 4.5    | 3           | 3           |
| 4    | Dorota Zagórska / Mariusz Siudek      | Pologne    | 7.0    | 6           | 4           |
| 5    | Rena Inoue / John Baldwin             | États-Unis | 7.0    | 4           | 5           |
| 6    | Jacinthe Larivière / Lenny Faustino   | Canada     | 8.5    | 5           | 6           |
| 7    | Valérie Marcoux / Craig Buntin        | Canada     | 10.5   | 7           | 7           |
| 8    | Julia Karbovskaya / Sergei Slavnov    | Russie     | 12.0   | 8           | 8           |
| 9    | Tatiana Volosozhar / Petro Kharchenko | Ukraine    | 13.5   | 9           | 9           |

### Danse sur glace
| Rang    | Nom                                    | Pays               | Points | Danse imposée | Danse originale | Danse libre |
| ------- | -------------------------------------- | ------------------ | ------ | ------------- | --------------- | ----------- |
| 1       | Irina Lobatcheva / Ilia Averboukh      | Russie             | 2.0    | 1             | 1               | 1           |
| 2       | Tatiana Navka / Roman Kostomarov       | Russie             | 4.4    | 3             | 2               | 2           |
| 3       | Albena Denkova / Maxim Staviski        | Bulgarie           | 6.2    | 2             | 4               | 3           |
| 4       | Kati Winkler / René Lohse              | Allemagne          | 7.4    | 4             | 3               | 4           |
| 5       | Federica Faiella / Massimo Scali       | Italie             | 10.0   | 5             | 5               | 5           |
| 6       | Megan Wing / Aaron Lowe                | Canada             | 12.4   | 7             | 6               | 6           |
| 7       | Marika Humphreys / Vitali Baranov      | Royaume-Uni        | 13.6   | 6             | 7               | 7           |
| 8       | Julia Golovina / Oleg Voiko            | Ukraine            | 16.0   | 8             | 8               | 8           |
| 9       | Stephanie Rauer / Thomas Rauer         | Allemagne          | 18.0   | 9             | 9               | 9           |
| 10      | Ekaterina Gvozdkova / Timur Alaskhanov | Russie             | 20.0   | 10            | 10              | 10          |
| 11      | Caroline Truong / Sylvain Longchambon  | France             | 22.0   | 11            | 11              | 11          |
| Forfait | Veronika Moravkova / Jiri Prochazka    | République tchèque |        |               |                 |             |

## Sources
- (en) Résultats de la Coupe de Russie 2002 sur le site de l'International Skating Union
- Patinage Magazine N°86 (Janvier/Février 2003)